# Elizabeth City
Elizabeth City és una població dels Estats Units i seu del comtat de Pasquotank a l'estat de Carolina del Nord. Segons el cens del 2008 tenia 20.685 habitants.

## Demografia
Segons el cens del 2000, Elizabeth City tenia 17.188 habitants, 6.577 habitatges i 4.189 famílies. La densitat de població era de 742,3 habitants per km².
Dels 6.577 habitatges en un 32,3% hi vivien nens de menys de 18 anys, en un 36,7% hi vivien parelles casades, en un 23,1% dones solteres, i en un 36,3% no eren unitats familiars. En el 31,7% dels habitatges hi vivien persones soles el 14,5% de les quals corresponia a persones de 65 anys o més que vivien soles. El nombre mitjà de persones vivint en cada habitatge era de 2,39 i el nombre mitjà de persones que vivien en cada família era de 3,01.
Per edats la població es repartia de la següent manera: un 25,7% tenia menys de 18 anys, un 15,1% entre 18 i 24, un 25,4% entre 25 i 44, un 18,1% de 45 a 60 i un 15,7% 65 anys o més.
L'edat mediana era de 33 anys. Per cada 100 dones de 18 o més anys hi havia 75,4 homes.
La renda mediana per habitatge era de 24.193 $ i la renda mediana per família de 28.037 $. Els homes tenien una renda mediana de 27.434 $ mentre que les dones 20.836 $. La renda per capita de la població era de 13.333 $. Entorn del 25,1% de les famílies i el 27,2% de la població estaven per davall del llindar de pobresa.

## Poblacions més properes
El següent diagrama mostra les poblacions més properes.